# Oguta
Oguta, ibland även Ugwuta, är en stad på östra sidan av sjön Oguta Lake i delstaten Imo i sydöstra Nigeria. Staden består i grunden av 27 byar. Oguta är den administrativa platsen för Oguta LGA. 

## Staden
Oguta var ett av de första territorierna som britterna använde för att attackera Igbofolket i det afrikanska inlandet. Sedan  2017 uppskattades Ogutas befolkning till ungefär 300 000. Oguta är uppdelad i två townships, Oguta 1 och Oguta 2, som är avskilda av sjön Oguta Lake med den lokala regeringens huvudkontor på Oguta 1. Njaba-floden och Orashi-floden är stora bifloder av sjön Oguta Lake.

## Människor
Invånarna från Oguta brukar hänvisar till sig själva som Umu-Ameshi. 
Den svenska artisten Dr. Alban, är född i staden.